# Cristine Rose
Cristine Sue Rose (Lynwood (Californië), 31 januari 1951) is een Amerikaanse actrice.

## Biografie
Rose heeft gestudeerd aan de Stanford-universiteit in Silicon Valley.
Rose begon in 1977 met acteren in de film The Trial of Lee Harvey Oswald. Hierna heeft zij nog meerdere rollen gespeeld in films en televisieseries zoals TV 101 (1988-1989), Ferris Bueller (1990-1991), Picket Fences (1992-1996), Ellen (1994-1997), Charmed (1999), Providence (1999-2000), What Women Want (2000), Go Figure (2005), Heroes (2006-2010) en How I Met Your Mother (2006-2011).
Rose is ook volop actief in het theater, zo heeft zij opgetreden in theaters in New York, Minneapolis, Chicago en Louisville. Zij heeft ook opgetreden in Australië in de plaatsen Sydney en Perth.

## Filmografie

### Films
- 2017 Muffin Top: A Love Story - als Deborah
- 2015 The Better Half - aqls Gwen
- 2014 Muffin Top: A Love Story - als Deborah
- 2011 Take Me Home – als Lynnette
- 2010 Jeffie Was Here – als mrs. Mangold
- 2009 He's Just Not That Into You – als rijke gescheiden vrouw
- 2008 Float – als Pamela Fulton
- 2008 Shades of Ray – als mrs. Khaliq
- 2006 Cook-Off! – als Victoria Dougherty
- 2005 Mrs. Harris – als Suzanne
- 2005 Go Figure – als Natasha Goberman
- 2005 Enough About Me – als Ruth
- 2000 What Women Want – als advocate van Sloane en Curtis
- 2000 The Lost Child – als Elaine
- 1997 The Last Time I Committed Suicide – als mrs. Greenaway
- 1996 For the Future: The Irvine Fertility Scandal – als Rina Manelli
- 1992 Just My Imagination – als Brenda Sands
- 1991 Passion – als Veronica Andrews
- 1991 For the Very First Time – als mrs. Allen
- 1990 Extreme Close-Up – als mrs. Garfield
- 1990 Burning Bridges – als Gloria
- 1988 Judgement in Berlin – als Marsha Stern
- 1988 Terrorist on Trail: The United States vs. Salim Ajami – als medewerkster Justitie-afdeling
- 1987 Ishtar – als Siri Darma
- 1986 Fatherland – als Lucy Bernstein
- 1985 Love, Long Distance – als Sybil Sylver
- 1977 The Trial of Lee Harvey Oswald – als Jackie Kennedy

### Televisieseries
Uitgezonderd eenmalige gastrollen.
- 2016 - 2017 How to Get Away with Murder - als rechter Wenona Sansbury - 2 afl.
- 2017 Trial & Error - als Josie Davis - 8 afl.
- 2015 - 2016 Heroes Reborn - als Angela Petrelli - 3 afl.
- 2006 – 2014 How I Met Your Mother – als Virginia Mosby – 7 afl.
- 2006 – 2011 Big Love – als Evelyn Linton – 2 afl.
- 2010 – 2011 Brothers & Sisters – als Decaan Danielle Whitley – 2 afl.
- 2006 – 2010 Heroes – als Angela Petrelli – 53 afl.
- 2008 – 2009 Heroes: The Recruit – als Angela Petrelli – 4 afl.
- 2007 State of Mind – als Rosalind Warren – 2 afl.
- 2002 – 2004 Friends – als Bitsy Hanigan – 2 afl.
- 2001 – 2003 Gilmore Girls – als Francine Hayden – 2 afl.
- 2002 The Practice – als Bernice White – 2 afl.
- 1999 – 2000 Providence – als Cynthia Blake – 7 afl.
- 1999 Charmed – als Claire Pryce – 5 afl.
- 1997 – 1998 Clueless – als mrs. Mumford – 3 afl.
- 1997 Party of Five – als Jenny Selby – 2 afl.
- 1994 Ellen – als Susan – 3 afl.
- 1993 – 1996 Grace Under Fire – als Barbara Norton – 4 afl.
- 1992 – 1996 Picket Fences – als Lydia Brock – 5 afl.
- 1993 Star Trek: The Next Generation – als Gi'ral – 2 afl.
- 1992 – 1993 Flying Blind – als Ellen Barash – 12 afl.
- 1992 Night Court – als dr. Weeks – 2 afl.
- 1990 – 1991 Ferris Bueller – als Barbara Bueller – 13 afl.
- 1989 Valerie – als Rita Traeger – 2 afl.
- 1988 – 1989 TV 101 – als Mary Alice Peevey – 3 afl.
- 1988 Dear John – als Claudia – 1 afl.

- Bibliothèque nationale de France: cb155878128 (data)
- Gemeinsame Normdatei: 1061250237
- International Standard Name Identifier: 0000 0000 1209 8472
- Library of Congress Control Number: no2001056736
- Système universitaire de documentation: 074192485
- Virtual International Authority File: 47083092
- WorldCat: E39PBJxt3JqbPpRhY9FWQWc773